# Satō Kenryō

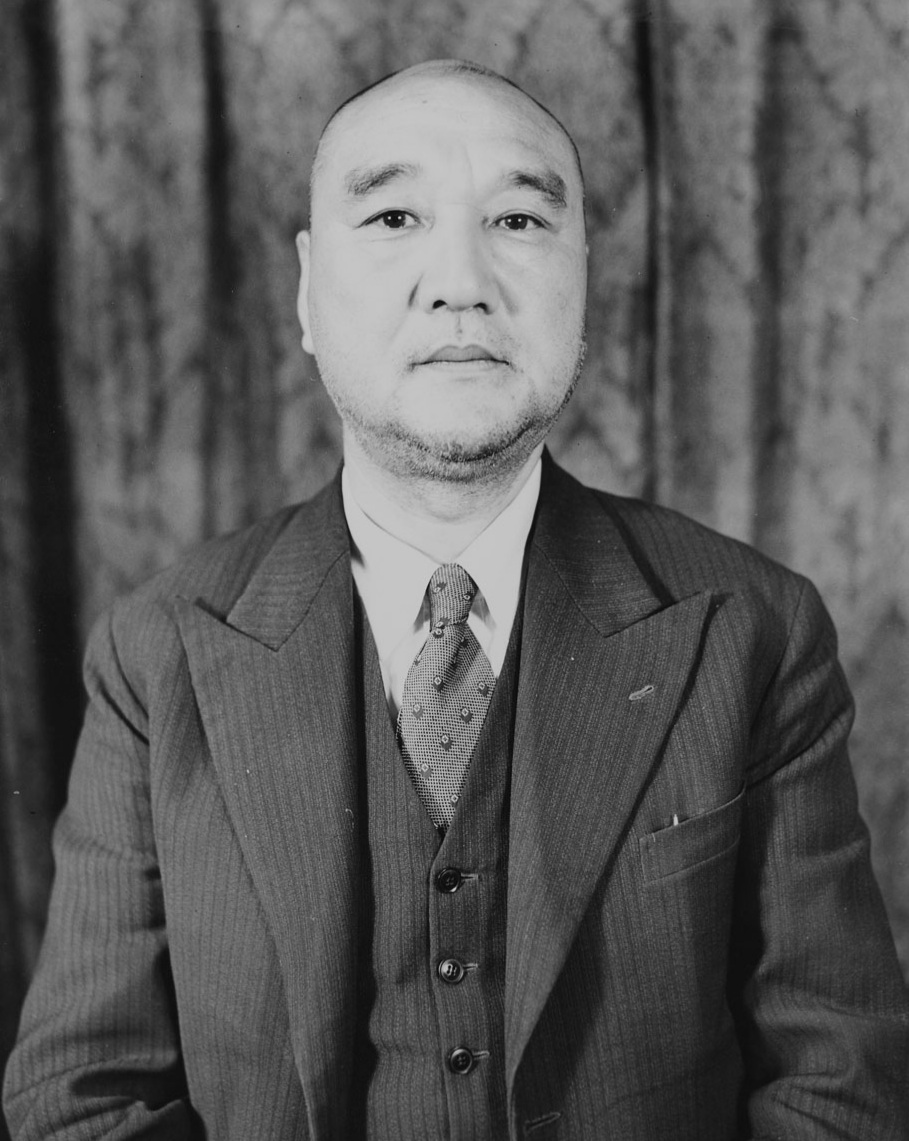
Satō Kenryō während der Tokioter Prozesse

Satō Kenryō (japanisch: 佐藤賢了; * 1. Juni 1895 in der Präfektur Ishikawa; † 6. Februar 1975 in Tokio) war ein Generalleutnant der Kaiserlich Japanischen Armee, der unter anderem 1945 Kommandeur der 37. Division war. Er wurde in den Tokioter Prozessen am 12. November 1948 wegen zahlreicher Kriegsverbrechen zu einer lebenslangen Haftstrafe verurteilt, aus der er 1956 entlassen wurde.

## Leben

### Offiziersausbildung und Zeit bis zum Zweiten Weltkrieg
Satō Kenryō absolvierte eine Offiziersausbildung an der Heeresoffizierschule, die er am 25. Mai 1917 abschloss. Im Anschluss wurde er als Leutnant am 25. Dezember 1917 in die Kaiserlich Japanische Armee übernommen und war zunächst Offizier der Festungsartillerie. Im November 1920 schloss er eine Ausbildung an der Waffentechnischen Schule der Armee ab und wurde im April 1921 zum Oberleutnant befördert. Nachdem er im November 1925 den Besuch der Heereshochschule abgeschlossen hatte, wurde er im März 1926 zum Hauptmann befördert. Nach verschiedenen Verwendungen wurde er im August 1932 im 6. Artillerieregiment zum Major befördert und im August 1935 Instrukteur an der Heereshochschule sowie im August 1936 zum Generalstabes der Armee versetzt, wo im März 1937 seine Beförderung zum Oberstleutnant erfolgte.
Nach seiner Beförderung zum Oberst am 15. Juli 1938 war Satō Kenryō vom 15. Juli bis zum 10. Dezember 1938 sowohl Chef des Pressereferats des Heeresministeriums als auch Chef der Pressesektion des Heeres im Kaiserlichen Hauptquartier. Danach absolvierte er zwischen dem 10. Dezember 1938 und dem 9. März 1939 eine fliegerische Ausbildung an der Schule der Kaiserlich Japanischen Heeresluftstreitkräfte in Hamamatsu und war im Anschluss vom 9. März 1939 bis zum 10. Februar 1940 stellvertretender Chef des Stabes der 21. Armee.

### Zweiter Weltkrieg, Generalleutnant und Verurteilung als Kriegsverbrecher

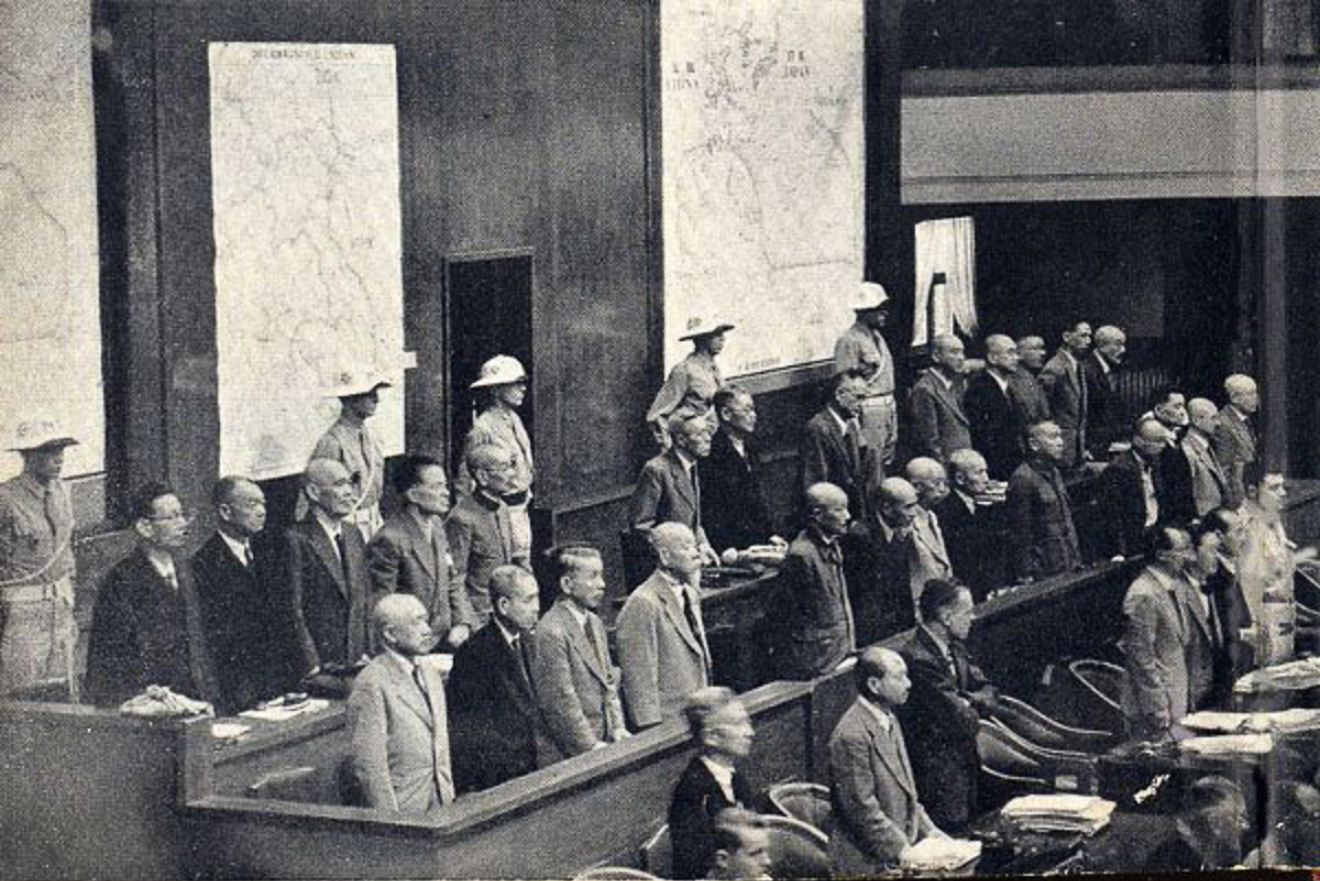
Die Angeklagten des Tokioter Prozesses wegen Kriegsverbrechen im Zweiten Weltkrieg

Zu Beginn des Zweiten Weltkrieges wurde Satō Kenryō am 10. Februar 1940 stellvertretender Chef der Regionalarmee Südchina und bekleidete diese Funktion bis zum 5. Februar 1941. Anschließend fungierte er zwischen dem 1. März 1941 und dem 20. April 1942 Leiter des Referats Militärische Dienste in der Abteilung Militärische Dienste des Heeresministeriums und erhielt in dieser Position am 15. Oktober 1941 seine Beförderung zum Generalmajor. Danach war er vom 20. April 1942 bis zum 14. Dezember 1944 Leiter der Abteilung Militärische Dienste des Heeresministeriums sowie anschließend zwischen dem 14. Dezember 1944 und dem 7. April 1945 stellvertretender Chef des Stabes der China-Expeditionsarmee unter dem Oberkommandierenden General Okamura Yasuji. In dieser Verwendung erfolgte am 1. März 1945 seine Beförderung zum Generalleutnant. Zuletzt löste er am 7. April 1945 Generalleutnant Nagano Yūichirō als Kommandierender General der in Thailand eingesetzten 37. Division ab und verblieb auf diesem Posten bis zur Kapitulation Japans am 2. September 1945.
Nachdem Satō im Dezember 1945 in den Ruhestand versetzt worden war, wurde er am 26. April 1946 verhaftet und gehörte als Kriegsverbrecher der Klasse A bei den Tokioter Prozessen zu den Hauptangeklagten wegen zahlreicher Kriegsverbrechen. Er wurde wegen Beteiligung als Führer, Organisator, Anstifter oder Komplize an der Planung oder Ausführung eines gemeinsamen Plans oder einer Verschwörung zum Führen von Angriffskriegen und eines Kriegs oder Kriegen, die internationales Recht verletzten, wegen des Führen eines unprovozierten Krieges gegen China, wegen des Führen eines Angriffskrieges gegen die Vereinigten Staaten, wegen des Führen eines Angriffskrieges gegen das Britische Commonwealth, des Führen eines Angriffskrieges gegen die Niederlande, und damit in fünf der zehn Anklagepunkte für schuldig gesprochen. Von den Anklagepunkten der Anordnung, Autorisierung und Erlaubnis zur unmenschlichen Behandlung von Kriegsgefangenen und anderen sowie der vorsätzlichen und rücksichtslose Vernachlässigung der Pflicht, angemessene Schritte zur Prävention von Gräueltaten einzuleiten, wurde er frei gesprochen. Am 12. November 1948 wurde er deswegen zu einer lebenslänglichen Freiheitsstrafe verurteilt. Am 31. März 1956 wurde er vorzeitig aus der Haft entlassen.

## Weblink
- Eintrag in generals.dk

| Personendaten    | Personendaten                                                                                         |
| ---------------- | --- |
| NAME             | Satō, Kenryō                                                                                          |
| ALTERNATIVNAMEN  | 佐藤賢了 (japanisch)                                                                                  |
| KURZBESCHREIBUNG | japanischer Offizier, Generalleutnant der kaiserlich japanischen Armee, verurteilter Kriegsverbrecher |
| GEBURTSDATUM     | 1. Juni 1895                                                                                          |
| GEBURTSORT       | Präfektur Ishikawa, Kaiserreich Japan                                                                 |
| STERBEDATUM      | 6. Februar 1975                                                                                       |
| STERBEORT        | Tokio                                                                                                 |